# Польща на Європейських іграх 2015
Польща на перших Європейських іграх у Баку була представлена 213 атлетами.

## Медалісти
| Медаль | Спортсмен | Спорт                           | Дисципліна                            |
| ------ | --- | ------------------------------- | ------------------------------------- |
| Золото | Марта Вальчикевич | Веслування на байдарках і каное | K-1 200 м (жінки)                     |
| Золото | Ангеліка Вонтор | Фехтування                      | Індивідуальна шабля (жінки)           |
| Срібло | Катажина Кравчик | Боротьба                        | До 55 кг вільним стилем (жінки)       |
| Срібло | Роксана Зашина | Боротьба                        | До 53 кг вільним стилем (жінки)       |
| Срібло | Кароль Робак | Тхекводно                       | До 68 кг (чоловіки)                   |
| Срібло | Гаджієв Магомедмурад Саїдпашайович | Боротьба                        | До 70 кг вільним стилем (чоловіки)    |
| Срібло | Катажина Нєвядома | Велоспорт                       | Групова гонка (жінки)                 |
| Срібло | Павел Сендик | Плавання                        | 50 м батерфляєм (чоловіки)            |
| Срібло | Сандра Драбік | Бокс                            | До 51 кг (жінки)                      |
| Срібло | Катажина Сковроньська-Долата Агнєшка Бендарек-Каша Ізабела Белчик Сильвія Пича Анна Вербліньська Іванна Валош Катажина Зарошліньська Мая Токарська Анна Мірос Агнєшка Конколевська Агата Савіцька Агата Дуярчик Наталія Курніковська Дарія Пашек | Волейбол                        | Жіночий турнір                        |
| Бронза | Майя Влощовська | Велоспорт                       | Крос-кантрі (жінки)                   |
| Бронза | Евеліна Войнаровська Беата Міколайчик Кароліна Ная Едина Дженішевська-Керкля | Веслування на байдарках і каное | K-4 500 м (жінки)                     |
| Бронза | Івона Матковська | Боротьба                        | До 48 кг вільним стилем (жінки)       |
| Бронза | Евеліна Войнаровська | Веслування на байдарках і каное | K-1 500 м (жінки)                     |
| Бронза | Радослав Марчінкевич | Боротьба                        | До 86 кг вільним стилем (чоловіки)    |
| Бронза | Лідія Фідура | Бокс                            | Понад 75 кг (жінки)                   |
| Бронза | Анета Ригельська | Бокс                            | До 64 кг (жінки)                      |
| Бронза | Матеуш Польський | Бокс                            | До 60 кг (чоловіки)                   |
| Бронза | Кароль Збутович | Плавання                        | 400 м, комплексне плавання (чоловіки) |
| Бронза | Якуб Скерка Яцек Арентевич Міхал Худи Павел Сендик | Плавання                        | 4×100 м естафета (чоловіки)           |